# 저기요 손님
《저기요 손님》은 매주 목요일 강소소가 다음 웹툰에서 연재하는 웹툰이다.

## 등장인물
회사 내 부조리로 백수가 된 '조아'
성공과 사랑에 목마른 '현우'
그림책 작가가 꿈인 '아연'
자신의 삶이 재미가 없는 금수저 '서주'

## 줄거리
성격도 다르고 취향도 다른 4명의 친구가 카페 창업에 뛰어들게 된다. 처음에는 열정만으로 가게를 운영할 수 있을거라고 생각했지만 예상치 못한 사건들은 여기저기서 튀어나오고, 설상가상 시간이 흐를수록 각자가 원하는 목적이 달라진다. 모든 게 잘 맞았던 친구였던 때와는 달리 같은 일을 하면서 몰랐던 서로의 내면을 알게 되고,  친구들의 우정에 위기가 찾아온다.